# Оман на Светском првенству у атлетици у дворани 2022.
Оман је учествовао на 18. Светском првенству у атлетици у дворани 2022. одржаном у Београду од 18. до 20. марта. Репрезентацију Омана на њеном деветом учествовању на светским првенствима у дворани представљао је 1 атлетичар који се такмичио у трци на 60 метара.,
На овом првенству такмичар Омана није освојио ниједну медаљу нити је остварио неки резултат.

## Учесници
Мушкарци:
- Али Анвар Али Ал Балуши — 60 м

## Резултати

### Мушкарци
| Атлетичар               | Дисциплина | Лични рекорд | Квалификације | Квалификације | Полуфинале           | Полуфинале           | Финале               | Финале       | Детаљи |
| Атлетичар               | Дисциплина | Лични рекорд | Резултат      | Место         | Резултат             | Место                | Резултат             | Место        | Детаљи |
| ----------------------- | ---------- | ------------ | ------------- | ------------- | -------------------- | -------------------- | -------------------- | ------------ | ------ |
| Али Анвар Али Ал Балуши | 60 м       | 6,68         | 6,71(.701)    | 4. у гр. 6    | Није се квалификовао | Није се квалификовао | Није се квалификовао | 32 / 43 (50) |        |